# Adhocracy
A adhocracia é uma forma de organização flexível, adaptável e informal que se define pela falta de estrutura formal que emprega equipes multidisciplinares especializadas agrupadas por funções. Funciona de forma oposta à burocracia.  O termo foi cunhado por Warren Bennis em seu livro de 1968 The Temporary Society, mais tarde popularizado em 1970 por Alvin Toffler em Future Shock, e desde então tornou-se frequentemente usado na teoria da gestão de organizações (particularmente organizações online). O conceito foi desenvolvido por acadêmicos como Henry Mintzberg.
A adhocracia é caracterizada por um comportamento integrativo adaptativo, criativo e flexível baseado na não permanência e na espontaneidade. Acredita-se que essas características permitem que a adhocracia responda mais rapidamente do que as organizações burocráticas tradicionais e seja mais aberta a novas ideias.

## Visão geral
Robert H. Waterman, Jr. definiu a adhocracia como "qualquer forma de organização que atravesse as linhas burocráticas normais para capturar oportunidades, resolver problemas e obter resultados".  Para Henry Mintzberg, uma adhocracia é uma forma organizacional complexa e dinâmica.  É diferente de burocracia ; como Toffler, Mintzberg considera a burocracia uma coisa do passado e a adhocracia uma coisa do futuro. Quando bem feita, a adhocracia pode ser muito boa na solução de problemas e inovações  e prospera em um ambiente diversificado. Requer sistemas técnicos sofisticados e muitas vezes automatizados para se desenvolver e prosperar.

## Características
Algumas características da definição de Mintzberg incluem:
- estrutura altamente orgânica
- pouca formalização do comportamento
- especialização do trabalho não necessariamente baseada em treinamento formal
- uma tendência de agrupar os especialistas em unidades funcionais para fins de limpeza, mas implantá-los em pequenas equipes de projeto baseadas no mercado para fazer seu trabalho
- uma dependência de dispositivos de ligação para incentivar o ajuste mútuo dentro e entre essas equipes
- baixa ou nenhuma padronização de procedimentos
- papéis não claramente definidos
- descentralização seletiva
- a organização do trabalho assenta em equipas especializadas
- power-shifts para equipes especializadas
- especialização de trabalho horizontal
- alto custo de comunicação
- cultura baseada no trabalho não burocrático

Todos os membros de uma organização têm autoridade dentro de suas áreas de especialização, e em coordenação com outros membros, para tomar decisões e tomar ações que afetem o futuro da organização. Há uma ausência de hierarquia.
De acordo com Robert H. Waterman Jr., "As equipes devem ser grandes o suficiente para representar todas as partes da burocracia que serão afetadas por seu trabalho, mas pequenas o suficiente para realizar o trabalho com eficiência".

## Tipos
- administrativo - "apresentam um núcleo operacional autônomo; geralmente em uma burocracia institucionalizada como um departamento do governo ou agência permanente".[3]
- operacional – resolve problemas em nome de seus clientes.[3]

Alvin Toffler afirmou em seu livro Future Shock que as adhocracias se tornarão mais comuns e provavelmente substituirão a burocracia. Ele também escreveu que na maioria das vezes eles vêm na forma de uma estrutura temporária, formada para resolver um determinado problema e dissolvida depois. Um exemplo são as forças-tarefa entre departamentos.

## Problemas
As desvantagens das adhocracias podem incluir "ações incompletas", problemas de pessoal decorrentes da natureza temporária da organização, extremismo nas ações sugeridas ou realizadas e ameaças à democracia e à legalidade decorrentes do perfil geralmente discreto da adhocracia. Para resolver esses problemas, pesquisadores em adhocracia sugerem um modelo que funde adhocracia e burocracia, a burocracia-adhocracia.

## Etimologia
A palavra é uma junção do latim ad hoc , que significa "para o propósito", e o sufixo -cracy , do grego antigo kratein (κρατεῖν), que significa "governar",  e, portanto, é um heteróclito.

## Uso na ficção
O termo também é usado para descrever a forma de governo usada nos romances de ficção científica Voyage from Yesteryear de James P. Hogan e Down and Out in the Magic Kingdom, de Cory Doctorow.
Na peça de rádio Das Unternehmen Der Wega (A Missão do Vega) de Friedrich Dürrenmatt, os habitantes humanos de Vênus, todos banidos de várias regiões da Terra por ofensas civis e políticas, formam e vivem sob uma adhocracia pacífica, para a frustração de delegados de uma facção da Terra que esperam ganhar sua cooperação em uma guerra que se forma na Terra.
Na série de romances Metrozone de Simon Morden, O romance The Curve of the Earth apresenta reuniões "ad-hoc" conduzidas virtualmente, pelas quais todas as decisões que regem o coletivo Freezone são tomadas. Os ad-hocs são administrados por uma inteligência artificial e entrevistados por indivíduos devidamente qualificados que são julgados pela IA como tendo experiência suficiente. A falta de decisão resulta na votação de um novo ad-hoc, cujos membros não são informados de ad-hocs anteriores antes de ouvir a decisão que deve ser tomada.
Os asuras no mundo fictício de Tyria dentro do universo de Guild Wars apresentam essa forma de governo, embora o termo seja usado apenas em escritos de histórias fora do jogo.